# Rav Aschi

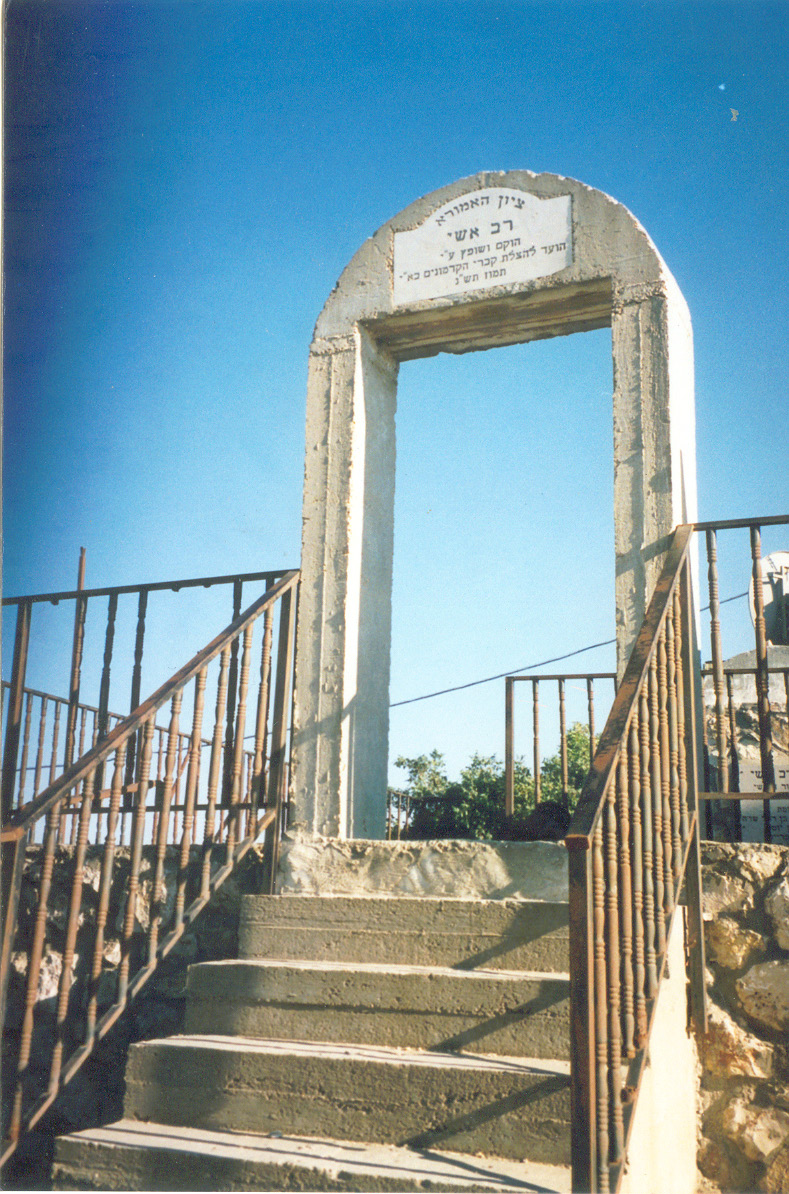
Aschis Grabmal auf dem Berg Shanan im Libanon

Rav (Rab) Aschi (Ehrenbezeichnung Rabbana Aschi; geb. um 352; gest. um 427) zählt zu den bedeutendsten Amoräern, und hier zur sechsten Generation in Babylonien.
Er kam aus einem sehr vermögenden Familie und war einer der vier Hauptredaktoren des babylonischen Talmud. Er soll 52 Jahre lang das Lehrhaus in Sura geleitet und in den Kalla-Monaten den ganzen Talmud, einen großen Teil zweimal, durchgenommen haben.
Er gilt zusammen mit Ravina als Endredaktor des babylonischen Talmuds. Er war Schüler Kahanas und Amemars, die er oft zitiert. Aufgrund seiner besonderen Fähigkeiten und seiner Persönlichkeit – er wurde mit Jehuda ha-Nasi verglichen (bGitt 59a, Sanh 36a) – galt er als bedeutender Gesetzeslehrer seiner Zeit.